# 2016年リレハンメルユースオリンピック
2016年リレハンメルユースオリンピック（2016ねんリレハンメルユースオリンピック）は、2016年2月12日から2月21日までノルウェーのリレハンメルで開催された第2回冬季ユースオリンピックである。リレハンメル2016（Lillehammer 2016）と呼称される。
大会の開催決定は2011年12月7日であり、リレハンメル以外に立候補都市がなかったため開催が承認された。大会では1994年リレハンメルオリンピックの会場が再利用された。競技はリレハンメル以外にハーマル、 イェービク、 イェーユェルでも実施された。

## 開催地選考
この大会に入札した唯一の都市がリレハンメルである。ノルウェーオリンピック委員会が地元当局と打ち合わせをして国際オリンピック委員会（IOC）に入札を申し込んだところ、締め切り時までに入札をした唯一の都市となった。当初はレークプラシッド、ルツェルン、サラゴサ、ソフィアが入札に関心を示していたが、最終的には入札を提出しなかった
。リレハンメルは1994年の冬季五輪を開催した経験がある。彼らは2012年の冬季ユースオリンピックに入札したが、その時は候補落選した。2011年12月7日、IOCはリレハンメルを2016年冬季ユースオリンピックの開催都市に決定した。

## 会場

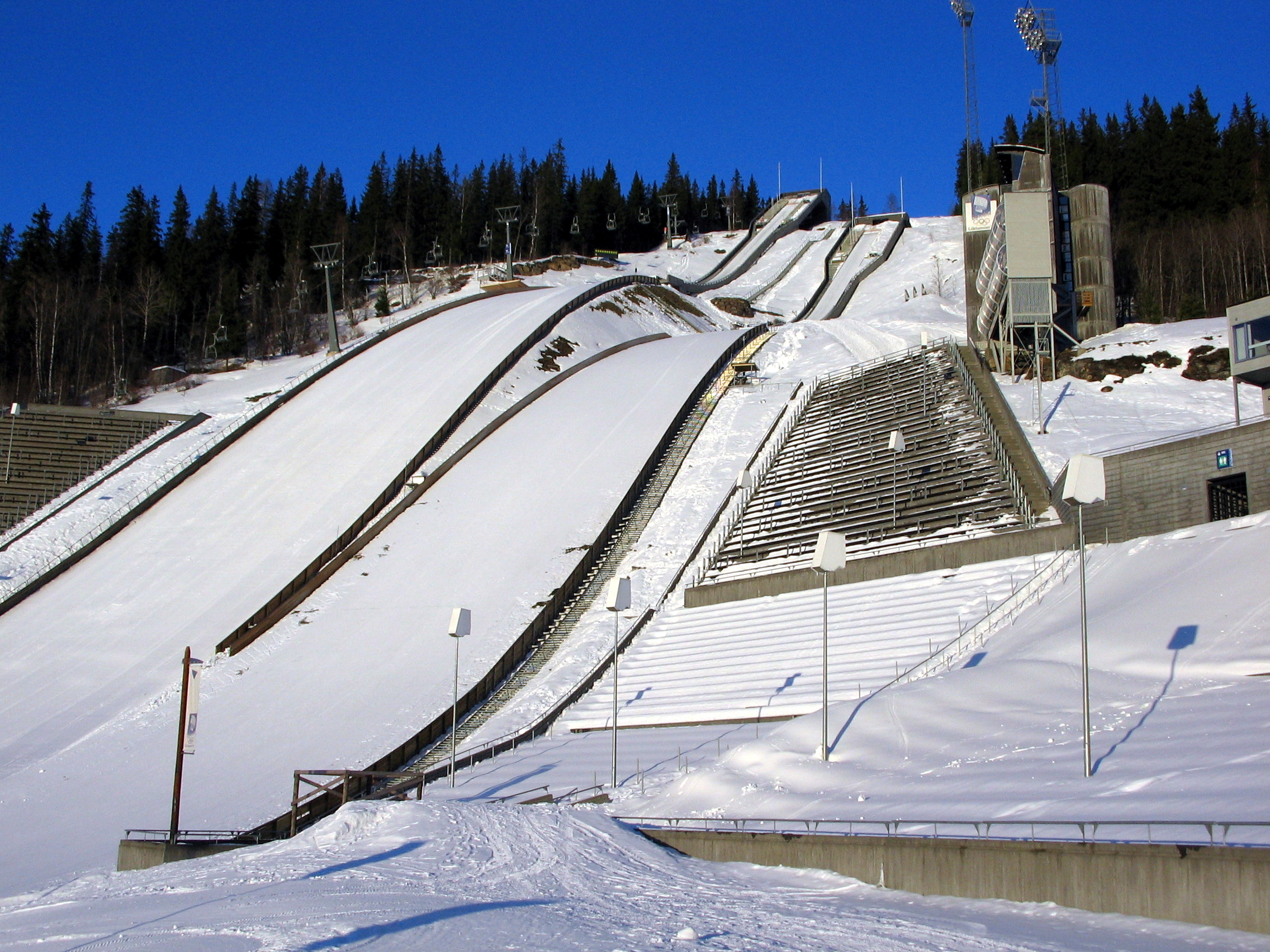
リレハンメルのスキージャンプ台。残りの競技会場と同様、1994年の冬季オリンピックで建てられた。

リレハンメル大会の競技会場（ユース選手村を除く）には、9つの競技場と11の非競技場が使用された。試合は4つの自治体（リレハンメル、ハーマル、イェービク、イェーユェル）で行われた。前者3つはミョーサ湖の近くにあって、それぞれ約27000人の住民がおり、イェーユェルは住民5000人でグブランスダーレンの谷に位置している。リレハンメルには5つの競技場があり、ハーマルには2つ、イェービクとイェーユェルは各1会場となった。
リレハンメルには、観客収容数35000人というリスゴーズバッケンのスキージャンプ台がある。リスゴーズバッケンはラージヒル（138mヒルサイズで、K点が120m）とノーマルヒル（100mヒルサイズでK点が90m）の2つを有する、ツインジャンプ台である。
Birkebeineren スキー競技場はクロスカントリースキー、バイアスロン、ノルディック複合の主催会場で、競技場自体はクロスカントリースキーだと観客31000人を収容可能、バイアロン時には13500人を収容可能であった。そのうえ、観客はコース沿いから見ることができた。Kanthaugenフリースタイル会場は15000人の観客収容で、フリースタイルスキーとハーフパイプスノーボードが開催された。
リレハンメル五輪ボブスレー＆リュージュ・トラックはHunderfossenにあり、北欧諸国ではボブスレー、リュージュ、スケルトン競技の唯一のコースである。Kristins Hallはアイスホッケーとカーリングの競技会場となった。イェービクの人工洞窟にあるオリンピック洞窟ホール（Gjøvik Olympic Cavern Hall）では、短距離スピードスケートが開催された 。ハーマルではVikingskipetで長距離スピードスケートが行われ、ハーマル・オリンピック・アンフィシアターではフィギュアスケートが開催された。アルペンスキーとスロープスタイルのスノーボードはハーフィエルで行われた。
複合スポーツ施設のStampeslettaでは開閉会式のセレモニーが行われ、メダルの表彰式は各町にて行われた。選手と指導者の宿泊施設として、リレハンメルとハーマルにオリンピック村が作られた。ユース五輪期間中、 バーコンス・ホールは学習＆共有プログラムの会場となった。 なお、競技会場はすべて、1994年の冬季五輪以前に建設されたものである。 

## マスコット

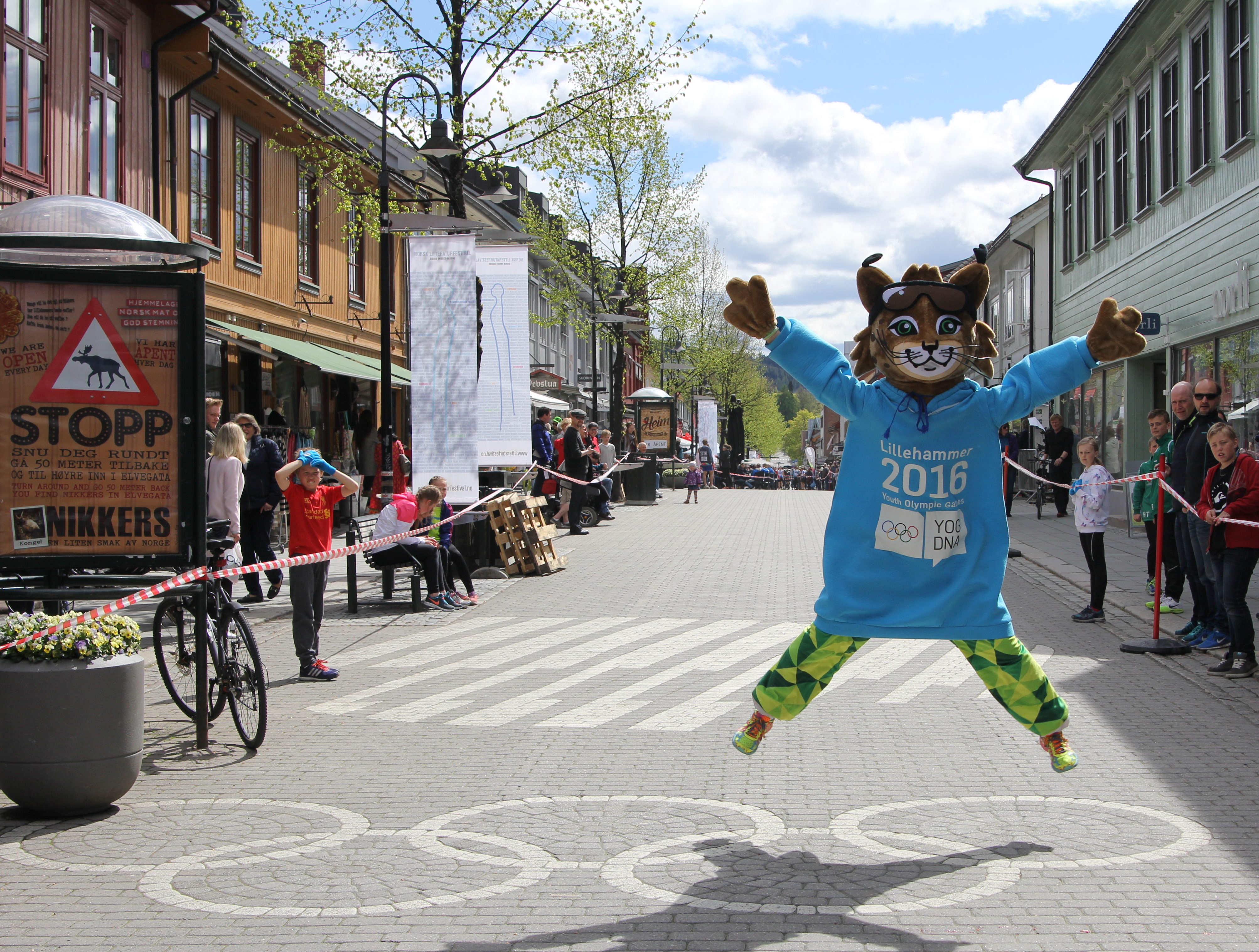
公式マスコットのSjogg

2014年3月-4月に、リレハンメル組織委員会がマスコットデザインの国際的な応募審査を実施。デザインは動物（実在でも想像上でも可）で、若さにあふれ、親切でオープンでスポーティ、かつリレハンメル2016年冬季ユースオリンピック大会を代表するものを募った。世界中から50件以上の提案があり、残った最終選考3件はファン達が気に入ったものに投票できるようリレハンメル2016の公式Facebookページに掲載された。結果、19歳のLine Ansethmoenがデザインしたヤマネコのマスコットが優勝した。名前は「Sjogg」で、これは現地の言葉で「雪」という意味である。

## 試合

### 実施競技
今大会は7種のスポーツから15競技が実施された。
- アルペンスキー（9）（詳細）
- バイアスロン（6）（詳細）
- ボブスレー（2）（詳細）
- クロスカントリースキー（6）（詳細）
- カーリング（2）（詳細）
- フィギュアスケート（5）（詳細）
- フリースタイルスキー（6）（詳細）
- アイスホッケー（4）（詳細）
- リュージュ（4）（詳細）
- ノルディック複合（2）（詳細）
- ショートトラックスピードスケート（5）（詳細）
- スケルトン（2）（詳細）
- スキージャンプ（3）（詳細）
- スノーボード（7）（詳細）
- スピードスケート（7）（詳細）

- ノルディック（チーム）はクロスカントリースキーに含まれる。
- スキースノーボードクロス（チーム）はスノーボードに含まれる。

### 新種目
今回から追加となった競技がいくつかある。
バイアスロン (1)
- 単一の混合リレー

ボブスレー (2)
- モノボブ（1人乗り）レース (少年/少女)

クロスカントリースキー(2)
- クロスカントリー・クロス(少年/少女)

フリースタイルスキー(2)
- スロープスタイル (少年/少女)

スノーボード (2)
- スノーボードクロス(少年/少女)

混合種目 (2)
- 混合チームのノルディック
- 混合チームのスキースノーボードクロス

## 参加国
今大会では、 コロンビア、イスラエル、ジャマイカ、ケニア、マレーシア、ポルトガル、東ティモールの7カ国が冬季ユースオリンピックに初出場した。
括弧内の数字は、認定参加者の人数を表す。
- アンドラ (2)
- アルゼンチン (9)
- アルメニア (2)
- オーストラリア (17)
- オーストリア (35)
- ベラルーシ (16)
- ベルギー (9)
- ボスニア・ヘルツェゴビナ (5)
- ブラジル (10)
- ブルガリア (12)
- カナダ (54)
- チリ (8)
- 中国 (23)
- コロンビア (1)
- クロアチア (8)
- キプロス (1)
- チェコ (43)
- デンマーク (4)
- エストニア (14)
- フィンランド (42)
- フランス (32)
- ジョージア (2)
- ドイツ (44)
- イギリス (16)
- ギリシャ (3)
- ハンガリー (15)
- アイスランド (3)
- インド (1)
- イラン (2)
- アイルランド (1)
- イスラエル (2)
- イタリア (37)
- ジャマイカ (1)
- 日本 (31)
- カザフスタン (20)
- ケニア (1)
- キルギス (1)
- ラトビア (14)
- レバノン (2)
- リヒテンシュタイン (2)
- リトアニア (10)
- ルクセンブルク (1)
- 北マケドニア (2)
- マレーシア (1)
- メキシコ (2)
- モルドバ (2)
- モナコ (1)
- モンゴル (2)
- モンテネグロ (2)
- ネパール (1)
- オランダ (13)
- ノルウェー (73) (開催国)
- ニュージーランド (11)
- ポーランド (21)
- ポルトガル (1)
- ルーマニア (22)
- ロシア (72)
- サンマリノ (1)
- セルビア (3)
- スロバキア (33)
- スロベニア (20)
- 南アフリカ (1)
- 韓国 (30)
- スペイン (6)
- スウェーデン (39)
- スイス (48)
- チャイニーズタイペイ (4)
- 東ティモール (1)
- トルコ (13)
- ウクライナ (23)
- アメリカ合衆国 (62)

## 獲得メダル
詳細は、リレハンメル2016年冬季ユースオリンピック大会のメダルを参照。
金メダル数の上位10カ国をリストアップしたもの。複数国のNOC混合チームによる選手が獲得したメダルは、「混合チーム」として集計されている。
| 順               | 国・地域         | 金 | 銀 | 銅 | 計  |
| ---------------- | ---------------- | -- | -- | -- | --- |
| 1                | アメリカ合衆国   | 10 | 6  | 0  | 16  |
| 2                | 韓国             | 10 | 3  | 3  | 16  |
| 3                | ロシア           | 7  | 8  | 9  | 24  |
| 4                | ドイツ           | 7  | 7  | 8  | 22  |
| 5                | ノルウェー       | 4  | 9  | 6  | 19  |
| *                | 混合チーム       | 4  | 4  | 5  | 13  |
| 6                | スイス           | 4  | 3  | 4  | 11  |
| 7                | 中国             | 3  | 5  | 2  | 10  |
| 8                | カナダ           | 3  | 2  | 1  | 6   |
| 9                | スウェーデン     | 3  | 2  | 0  | 5   |
| 10               | スロベニア       | 3  | 0  | 2  | 5   |
| 11-28            | 残りの国々       | 12 | 21 | 30 | 63  |
| Total （28カ国） | Total （28カ国） | 70 | 70 | 70 | 210 |

なお、日本人選手は「金メダルを3個、銀メダルを5個、銅メダルを1個」獲得している。（ただし、NOC混合チームとして個人獲得したメダルが、金・銀・銅にそれぞれ1個ずつ含まれる。）